# Les Roses de Verdun
Les Roses de Verdun est un roman de l'écrivain Bernard Clavel paru en 1994 aux éditions Albin Michel et écrit entre les années 1992-93, qu'il a terminé au Prieuré Sainte-Anne en 1993.

## Introduction et présentation
Dans le prologue, Bernard Clavel donne des indications sur la genèse de ce roman qui est plutôt un récit restitué par la plume de l’auteur : La vie de Lucien Martinon que son factotum Augustin Laubier qui l’a servi pendant plus de 30 ans, lui a conté au cours de leurs nombreuses conversations, à l’époque où Clavel habitait tout près du Rhône au sud de Lyon.
C’est un endroit qu’il a bien connu et aimé, surtout le Rhône avant qu’il ne soit domestiqué et qui a largement nourri son œuvre de Pirates du Rhône à La Guinguette puis plus tard de Brutus à La Table du roi. Il glisse à l’occasion quelques références biographiques comme le peintre qu’était aussi Bernard Clavel, quand Martinon achète un Ravier dans une vente aux enchères ou quand il dit : « La peinture, mon petit, la peinture ! Il n’y a que ça ! » C’est dans un fournil qu’ils se changent  après être restés embourbés. La boulangère leur sert ensuite « une énorme omelette au lard et aux pommes de terre, avec du jambon, du fromage de Comté  et un Arbois ».
Pour rester fidèle au récit d’Augustin Laubier, il tente de restituer son langage « sans fioritures et pourtant d’une certaine richesse » et également « de ne pas trahir sa pensée », de traduire ce mélange de dignité respectueuse et de déférence d’un domestique pour un patron qui pratique un paternalisme de bon aloi très répandu à cette époque, dont le credo était : « Dans notre monde… plus on est 'démerdard', mieux on se porte ». De son côté, Augustin Laubier trouve « que de nos jours, les domestiques ne savent plus rester à leur place ».
Dans ces rapports tempérés par une certaine distance, chacun reste sur son quant-à-soi, ce qui n’empêche nullement une certaine estime réciproque. Augustin Laubier dit de ‘Madame’ Martinon que « elle était souvent un peu raide mais moi, je suis souple ». On est loin ici, dans le type de relations que décrit Bernard Clavel, de Bertolt Brecht, de Maître Puntila et son valet Matti ou même de Diderot et de Jacques le Fataliste. Augustin Laubier estime que lui et ses patrons vivent dans des mondes différents et se demande si « le vide qui (les) sépare n’est pas en train de s’élargir ».

## Contenu et résumé

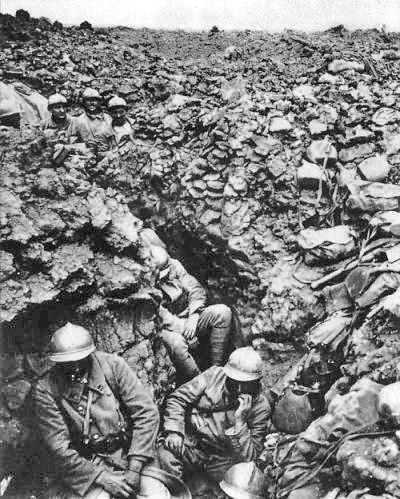
Tranchées à Verdun

Monsieur Martinon est un homme qui a réussi et passe une retraite paisible, heureuse même, dans une grande propriété située dans la vallée du Rhône au sud de Lyon. Il vit là un peu à l’écart du village où il a fait beaucoup d’envieux, en compagnie de ‘Madame’, son épouse et de deux domestiques âgés, le narrateur Augustin Laubier et sa femme Marthe.
De sa passion du vélo qui a fait sa fortune, il est passé à celle de la voiture et il est très fier de son Hotchkiss Cabour 6 cylindres de 1935 qu’il conduit encore en virtuose du volant. Un drame pourtant est venu briser cette vie si sereine : la mort de son fils Régis, tué par des Allemands en 1940. Tragédie dont ni lui ni sa femme ne se remettront malgré la présence de Claudine Vallier  et de son petit-fils Paul.
Lucien Martinon, maintenant âgé et malade –le mal de Bright- a une idée fixe, une dernière volonté : aller fleurir la tombe de son fils, enterré à Aulnois du côté de Bar-le-Duc, avant que le corps soit rapatrié à Lyon. Pèlerinage et voyage mouvementé : monsieur Martinon est constamment malade et le voyage finit à Verdun où Augustin Laubier sous une pluie battante, se rend au Grand Mémorial et va fleurir la tombe de quelques poilus : les roses de Verdun.
Temps abominable :  au début, « il ne pleuvait pas mais d’énormes nuages de plomb traînaient leur ventre assez bas » puis peu à peu « de gros nuages noirs et lourds avançaient  assez vite. Des lueurs de sang et d’or filtraient çà et là ».

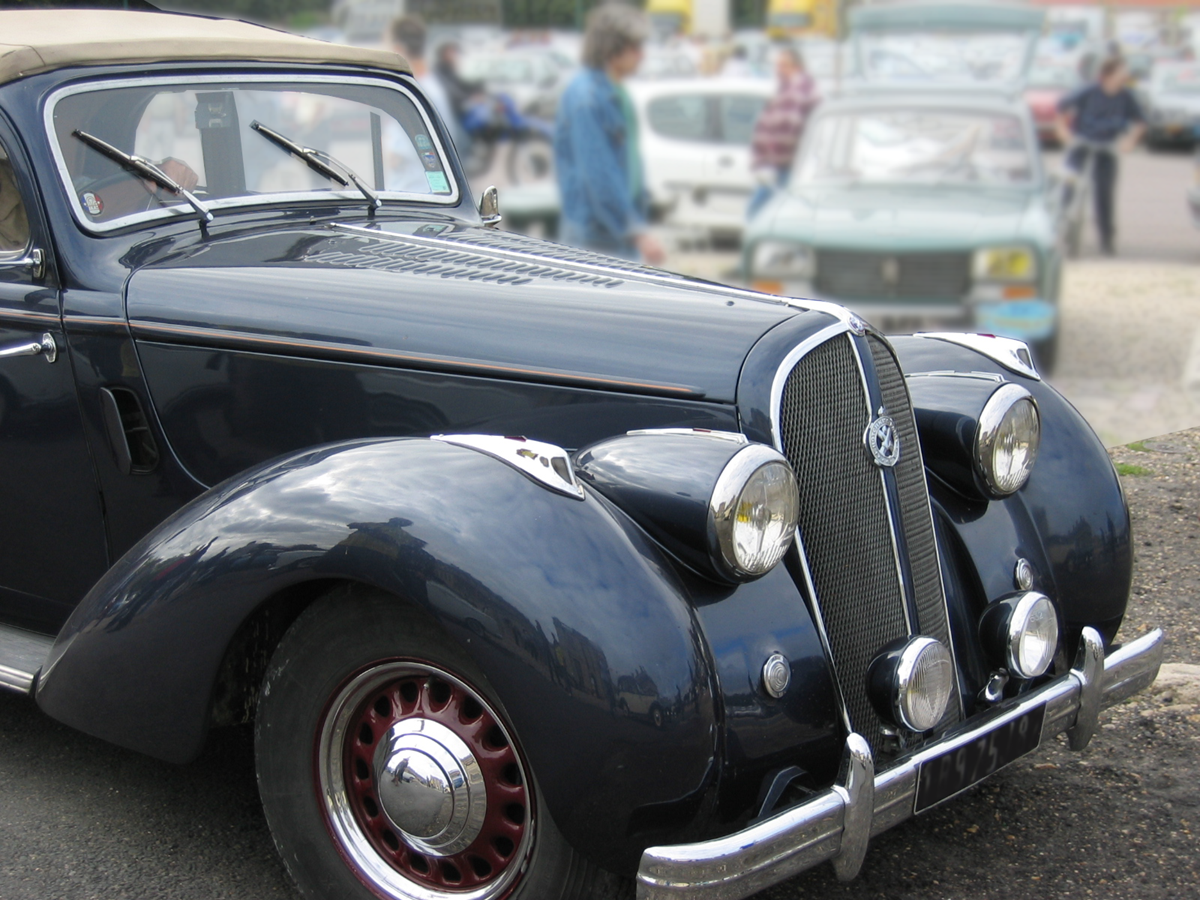
Voiture Hotchkiss

Voyage finalement avorté : ils n’iront pas à Aulnois mais repartiront dans la voiture de leur fille Claudine Vallier dans leur maison des bords du Rhône. Au fur et à mesure que la mort approche, Lucien Martinon est assailli de remords, de ne pas s’être battu en 1914, d’avoir fabriqué des pièces, des douilles d’obus dans son usine, d’avoir tenté de ‘planquer’ son fils Régis en 1940 comme il l’avait déjà fait pendant la Grande guerre pour des amis.
Il cherche à en parler à Augustin Laubier son majordome, poilu qui a combattu à Verdun, voudrait revenir en arrière et obtenir son absolution. Mais celui-ci pourrait-il chasser de son esprit les terribles images de sauvagerie et oublier ses camarades morts au champ d’honneur ? En tout cas, il lui restera toujours fidèle car, dit-il, en toute franchise et en toute naïveté, « je respecte son souvenir et je n’admettrai jamais qu’on dise du mal de lui. »
D'où l'intérêt de la citation de son ami, l'écrivain Jean Reverzy qu'il a placée en épigraphe : « Il s'est éloigné pour toujours. Je marche encore derrière lui, sans regret d'être fait d'une substance moins durable que le temps. »